# Tadeusz Świtała
Tadeusz Świtała (ur. 24 stycznia 1922 w Nowym Tomyślu, zm. 18 lutego 1991 w Poznaniu) – polski historyk i dziennikarz, w latach 1959-1984 roku sekretarz redakcji, a następnie w latach 1984-1990 redaktor Kroniki Miasta Poznania.

## Życiorys
Syn powstańca wielkopolskiego Feliksa Świtały (1895-1939) i Antoniny z domu Wolnej (1895-1955). Uczęszczał do Szkoły Dokształcającej Zawodowej w Grodzisku Wielkopolskim, której nie ukończył z uwagi na wybuch II wojny światowej. W latach 1938–1939 pracował jako biuralista w grodziskiej kancelarii notarialnej Olgierda Niebieszczańskiego. Był związany z harcerstwem. W latach 30. należał do Drużyny Harcerskiej im. Juliusza Słowackiego w Nowym Tomyślu, Drużyny Harcerskiej im. Tadeusza Kościuszki w Grodzisku Wielkopolskim, w której pełnił funkcję zastępowego, sekretarza i kronikarza. Prowadził również zastęp harcerski w Bukowcu k. Nowego Tomyśla, należący do drużyny w Porażynie, której opiekunką była generałowa Jadwiga Sosnkowska.  
Od 29 sierpnia do 2 września 1939 roku, jako zastępowy grodziskiej drużyny harcerskiej dowodził placówką obserwacyjno-meldunkową w majątku Piaski (obecnie dzielnica Grodziska Wielkopolskiego), nadając telegramy o ruchach lotnictwa hitlerowskiego w kierunku Poznania. W majątku stacjonowała 71. Kompania rozpoznawcza czołgów pod dowództwem Stanisława Skibniewskiego. 2 września na prośbę Tadeusza Świtały cały zastęp drużyny harcerskiej został przyjęty do jednostki, jako żołnierze. 17-letni wziął udział w Bitwie nad Bzurą, podczas której został ranny, następnie znalazł się w przejściowym obozie jenieckim, z którego uciekł do domu w Grodzisku Wielkopolskim. Brat Tadeusza, Marian Świtała (1923-1999), również harcerz grodziskiej drużyny harcerskiej, podczas kampanii wrześniowej zdołał przedostać się do Warszawy i wziął udział w obronie stolicy
Podczas okupacji hitlerowskiej, od listopada 1939 roku do stycznia 1945 roku, był pracownikiem rolnym w gospodarstwie w okolicach Świebodzina (niem. Schwiebus). Następnie powrócił do Grodziska Wielkopolskiego. W 1945 roku wstąpił do Związku Walki Młodych w Grodzisku Wielkopolskim, którego został przewodniczącym. W czerwcu 1945 roku wyjechał zo Zielonej Góry, znajdując pracę w Komendzie Powiatowej Milicji Obywatelskiej. W swoim zielonogórskim mieszkaniu utworzył Komendę Hufca Związku Harcerstwa Polskiego, pełniąc w latach 1946-1947 funkcję hufcowego.
Pracę dziennikarską rozpoczął w maju 1948 roku jako korespondent "Gazety Lubuskiej", będącej oddziałem "Gazety Zachodniej". "Gazetą Lubuską" kierował w latach 1948-1950. Następnie w latach 1950-1951 pełnił funkcję sekretarza redakcji "Gazety Poznańskiej", 1952-1958 sekretarza redakcji "Gazety Zielonogórskiej. W latach 1951–1952 studiował w Ośrodku Szkolenia Dziennikarzy w Warszawie. Był inicjatorem powołania w Zielonej Górze oddziału Stowarzyszenia Dziennikarzy Polskich, członkiem zarządu Lubuskiego Towarzystwa Kulturalnego i Komitetu Winobraniowego. W 1957 wydano z jego inicjatywy pierwszy po wojnie Zielonogórski Informator Gospodarczo-Turystyczny. W 1964 roku ukończył w Wyższą Szkołę Nauk Społecznych w Warszawie.
W 1958 roku zamieszkał w Poznaniu, w którym w latach 1958-1973 pełnił funkcję kierownika poznańskiego oddziału Polskiej Agencji Prasowej. W latach 1973–1982 pracował w poznańskim tygodniku Tydzień, w którym pełnił funkcję sekretarza redakcji oraz publikował felietony, skąd przeszedł na emeryturę.
Pełnił funkcję kierownika Biura Prasowego Międzynarodowego Konkursu Skrzypcowego im. Henryka Wieniawskiego w Poznaniu. Był członkiem Towarzystwa Muzycznego im. Henryka Wieniawskiego w Poznaniu, Wielkopolskiego Towarzystwa Kulturalnego, Towarzystwa Miłośników Miasta Poznania. 
30 stycznia 1991 roku otrzymał Nagrodę imienia im. Edwarda Raczyńskiego przyznawaną za wybitną działalność na rzecz miasta Poznania.
Został pochowany w Alei Zasłużonych na cmentarzu Junikowo.

## Publikacje
Współtworzył Kronikę Miasta Poznania, od 1 lutego 1959 był sekretarzem redakcji, a od 1 stycznia 1984 redaktorem. Wprowadził pełne sprawozdania z imprez poznańskich w formie ilustrowanej kroniki. Zainicjował tzw. Mottyniana, czyli cykl artykułów o znaczących Wielkopolanach. Był ponadto autorem książek i publikacji o Poznaniu i Wielkopolsce, m.in.:
- Międzynarodowe Konkursy im. Henryka Wieniawskiego 1935-1966 (1967),
- Trud pierwszych dni. Poznań 1945. Wspomnienia poznaniaków (1970),
- Opera Poznańska 1919-1969. Opracowanie zbiorowe pod red. Jerzego Waldorffa, ze wstępem Jarosława Iwaszkiewicza (1970, Tadeusza Świtały współudział autorski i dobór fotogramów),
- Opera poznańska 1919-1969. Dzieje teatru muzycznego  (1973, po wydaniu tej pozycji Jerzy Waldorff krzyknął w radiu: Więcej takich Świtałów!),
- Opera poznańska w latach 1969-1979 (1979),
- Pierwsze lata. Wspomnienia poznaniaków o latach 1945–1948 (1980),
- Czterdziestolecia rok pierwszy. Poznań 1945 – scenariusz ekspozycji w ówczesnym Muzeum Historii Ruchu Robotniczego w Poznaniu (1985),
- Poznań 1945. Kronika wydarzeń (1986).
- Autor scenariusza wystawy Międzynarodowe Konkursy Skrzypcowe im. Henryka Wieniawskiego 1935-1967, zorganizowanej w ramach V Międzynarodowego Konkursu Skrzypcowego im. Henryka Wieniawskiego w Poznaniu. Pałac Kultury w Poznaniu (1967).